# Kloster Weihenstephan

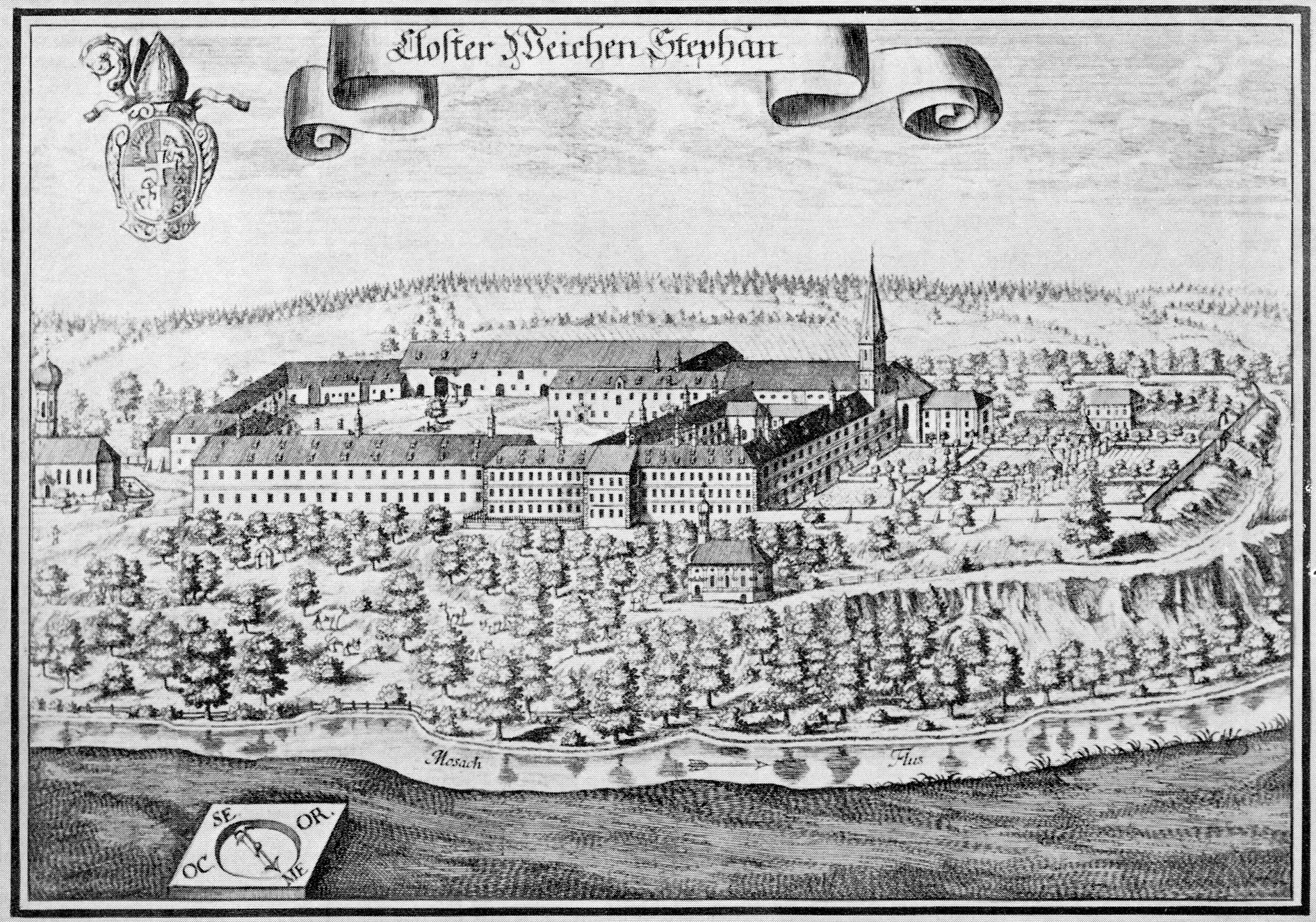
Kloster Weihenstephan, Kupferstich von Michael Wening in Topographia Bavariae, um 1700

Das Kloster Weihenstephan ist eine ehemalige Abtei der Benediktiner und früheres Säkularkanonikerstift im Bistum Freising in Freising in Bayern.

## Geschichte

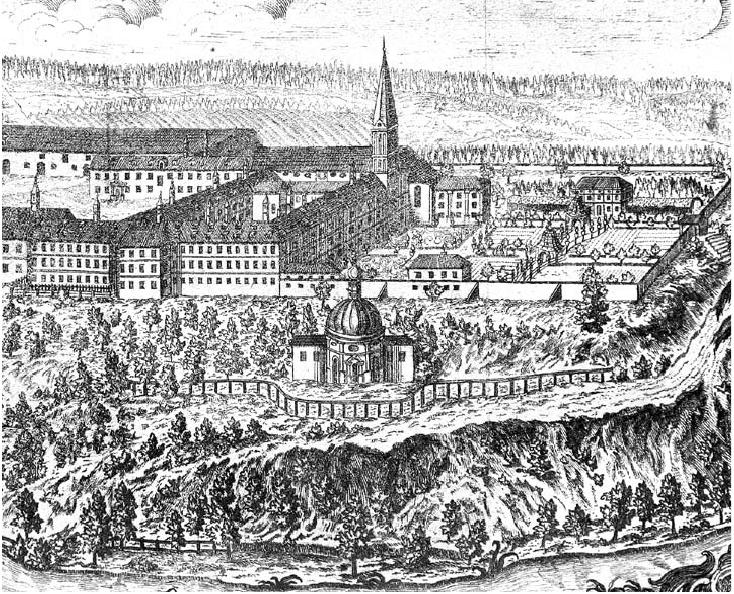
Kloster Weihenstephan mit der Kapelle St. Korbinian am Südhang. Kupferstich von J. A. Zimmermann, 1767, Ausschnitt

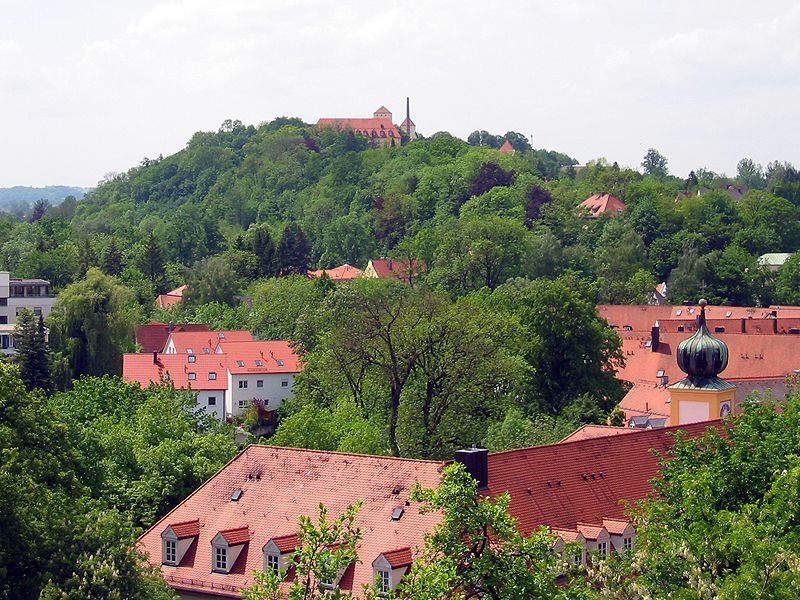
Kloster Weihenstephan, Blick vom Freisinger Domberg, 2007

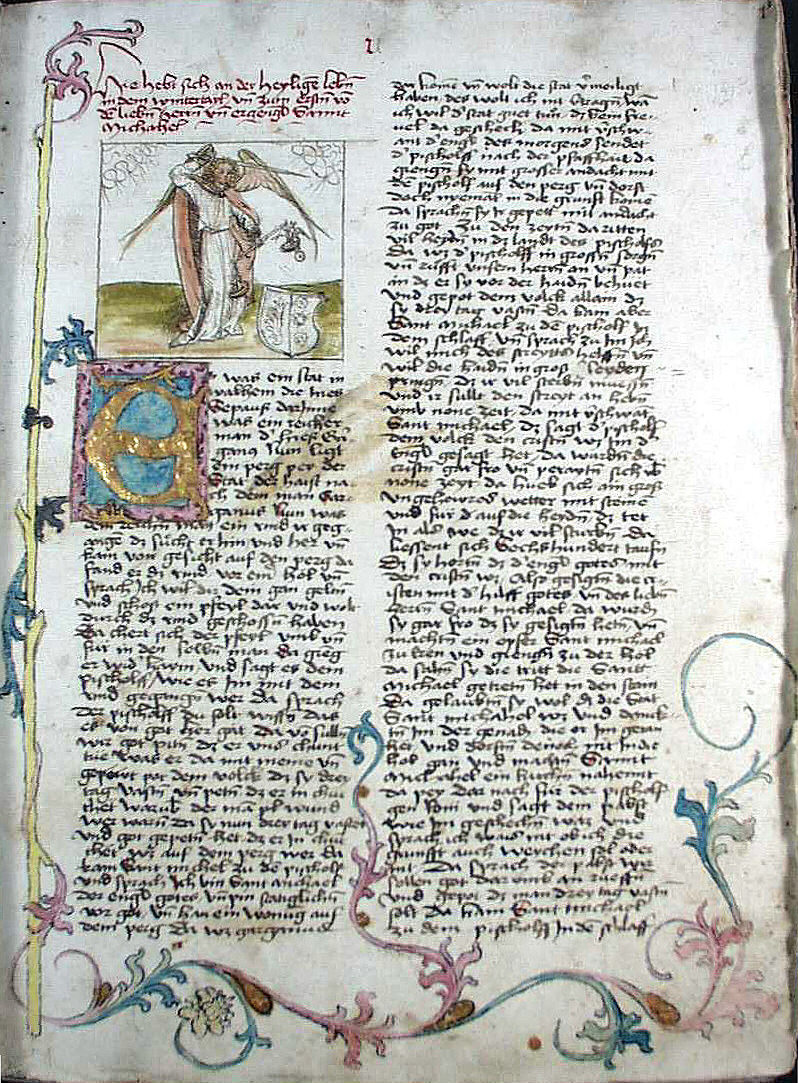
Der Heiligen Leben Winterteil, Seite aus einer Handschrift aus dem Benediktinerstift Weihenstephan, vermutlich um 1475, Bayerische Staatsbibliothek, München

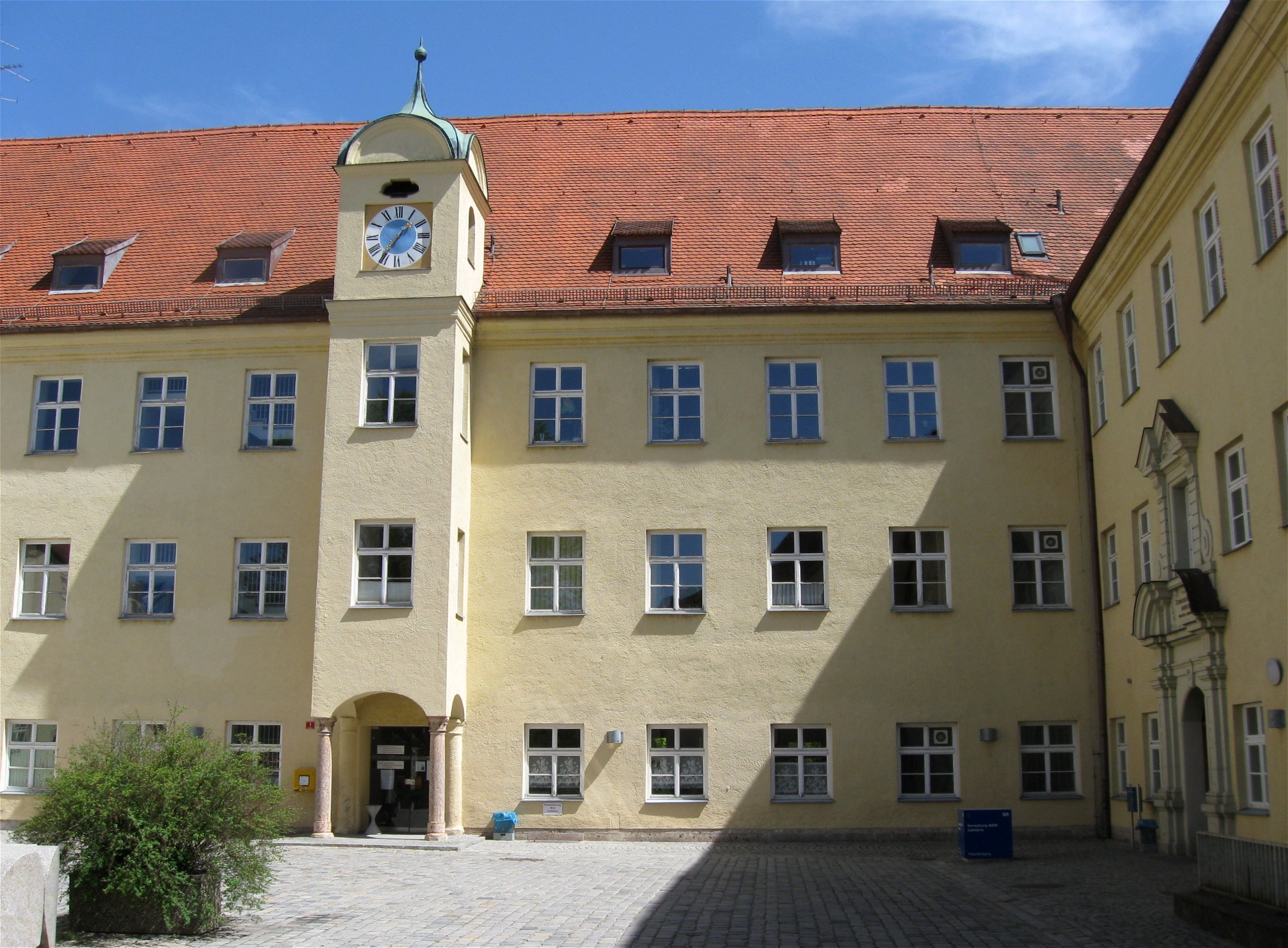
Konventbau, dreigeschossiger Westflügel der früheren Vierflügelanlage mit Rest des gotischen Kreuzganges, barockem Hoferker und Stuckdecken, sowie ehemaliger Abtswohnung und Gästetrakt mit barockem Festsaal um 1700

Bereits vor der Ankunft des hl. Korbinian in Freising um das Jahr 720 gab es wohl schon eine Kirche auf dem „Weihenstephaner Berg“. Das zuerst Sankt Veit, später Sankt Stephan und Sankt Michael geweihte Kloster wurde um das Jahr 830 durch den Freisinger Bischof Hitto von Freising gegründet.
Bis um 1020 lebten in Weihenstephan Säkularkanoniker („weltgeistliche Chorherren“). Diese versetzte der Freisinger Bischof Egilbert von Moosburg in das um 833 gegründete, damals verödete Freisinger Kloster Sankt Veit auf halber Höhe des Weihenstephaner Berges. Egilbert ersetzte die Chorherren durch Benediktinermönche aus dem Moosburger Kloster St. Kastulus. Als erster Abt diente Gerhard von Seeon von 1021 bis 1022. Ab 1080 hatte Bernhard I. von Scheyern und seither die Grafen von Scheyern (und späteren Wittelsbacher) die Vogtei über das Kloster. Ab 1255 lag die Vogtei bei den bayerischen Herzögen in Landshut, die die Abtei dem Zugriff des Freisinger Bischofs entzogen. Weihenstephan kam unter bayerische Landeshoheit.
Eine erste kulturelle Blüte hatte Weihenstephan bereits im ausgehenden 12. Jahrhundert erlebt. Ein fortschreitender Niedergang wurde nicht zuletzt durch mehrere Brandkatastrophen und eine Plünderung durch Ludwig den Bayern 1336 nach der Parteinahme der Benediktiner für das Papsttum in Avignon ausgelöst. Seine zweite Blüte erlebte Weihenstephan im 15. Jahrhundert. Ab 1418 lebte der Konvent nach den Auflagen der Reformbewegung von Kastl. 1430 erhielt der Abt Eberhard II. das Recht zum Tragen der Pontifikalien.
Mit Ausnahme der Abteikirche wurden die übrigen Klostergebäude zwischen 1674 und 1705 alle neu erbaut. Die Abteikirche wurde erst nach 1750 im Inneren modernisiert. Um 1802 war das Kloster nahezu bankrott. Im Zuge der Säkularisation in Bayern wurde die Abtei 1803 aufgelöst; die Mehrzahl der 24 Mönche übernahm freie Priesterstellen.
Die Pfarrkirche St. Jakob auf dem Weihenstephaner Berg wurde schon 1803 abgebrochen, 1810 auch die zur Pfarrkirche erhobene Abteikirche St. Stephanus. Erhalten ist bis heute der gotische Hochaltar von Jan Polack. Der östliche und der südöstliche Teil des Klosterkomplexes wurden abgebrochen (jetzt Bestandteil des Hofgartens). Der Westtrakt und südwestliche Teil des Klostergebäudes sind bis heute erhalten, ebenso ein Teil der westlich gelegenen Ökonomiegebäude des Klosters. Diese Gebäude werden jetzt von der TU München genutzt. Im südwestlichen Klostertrakt befindet sich auch der Festsaal, mit Stuckarbeiten 1705–1710 durch Nikolaus Liechtenfurtner. Im Hofgarten wurde nach den archäologischen Ausgrabungen 1998 der Mauerverlauf der abgebrochenen Klosterkirche rekonstruiert, die Kirche ist jetzt wieder als Grundriss erkennbar. Erhalten ist bis heute auch das Gartenhaus im Hofgarten, das „Salettl“, die Fassade wurde in den 1990er-Jahren rekonstruiert. Sie ist jetzt wieder im barocken Erscheinungsbild zu sehen. Erhalten ist die „Magdalenenkapelle“ aus dem 18. Jahrhundert, nordwestlich der ehemaligen Kirche. Südlich des Hofgartens am Berghang befindet sich die Ruine der ehemaligen Korbinianskapelle, errichtet durch die Gebrüder Asam und 1803 abgebrochen.
Die Kloster-Hofmark Vötting wurde ebenfalls 1803 aufgehoben, die Klosterbrauerei kam in staatlichen Besitz. Seit 1921 arbeitet sie bis heute als Bayerische Staatsbrauerei.
Gebäude und Stallungen, Felder und Wälder des säkularisierten Klosters wurden verkauft bzw. der im Herbst 1803 aus München übergesiedelten Forstschule und einem neu gegründeten „Musterlandwirtschaftsbetrieb“ übertragen. Mit der Verwaltung des ehemaligen Klostergutes wurde Max Schönleutner beauftragt, der an der forst- und landwirtschaftlichen Schule auch als Lehrer wirkte. 1807 musste der Betrieb beider Schulen eingestellt werden, da viele Schüler und Lehrer am Feldzug des mit Napoleon Bonaparte verbündeten Bayerns gegen Preußen und Russland teilnahmen, von dem nur wenige zurückkehren sollten.
1852 wurde die Landwirtschaftsschule erneut nach Weihenstephan verlegt und 1895 zur „Akademie für Landwirtschaft“ erhoben; diese war die Keimzelle der heutigen Einrichtungen der Technischen Universität München und der Hochschule Weihenstephan-Triesdorf, die das Zentrum des Campus Freising-Weihenstephan bilden.

## Äbte
Quelle
1. Gerhard I. (1021–1022)
2. Arnold (1022–1041)
3. Dietfried (1041–1047)
4. Heinrich I. (1047–1062)
5. Beringer (1062–1064)
6. Hagano oder Hartwig (1064–1080)
7. Heinrich II. (1080–1082)
8. Erchanger (1082–1096; erstes Mal)
9. Pabo (1096–1097; erstes Mal)
10. Erchanger (1097–1099; zweites Mal)
11. Pabo (1099–1114; zweites Mal)
12. Meginhard I. (1116–1138)
13. Sigmar (1138–1147)
14. Gunther (1147–1156)
15. Rapoto (1156–1172)
16. Siboto (1172–1174)
17. Reginpoto (1174–1182)
18. Altun (1182–1197)
19. Eberhard I. (1197–1219)
20. Meginhard (Meinhard) II. (1219–1224)
21. Ulrich I. (1224–1226)
22. Ulrich II. (1226–1227)
23. Ulrich III. (1227–1251)
24. Heinrich III. (1251–1254)
25. Ulrich IV. (1254–1256)
26. Ludovicus (Ludwig) von Greisbach (1256–1261)
27. Conrad I. (1261–1300)
28. Conrad II. (1300–ca. 1311)
29. Nicolaus (1311–1312)
30. Heinrich IV. Seefelder (1312–131?)
31. Walther (131?–1319)
32. Conrad III. (1319–1328)
33. Conrad IV. (1328–1331)
34. Marcwardus (Marquard) (1331–1367)
35. Seyfrid (1367–1370)
36. Gallus (um 1370)
37. Albert (um 1370–1374)
38. Ulrich IV. Minebeck (Minnerpeck) (1374–1377)
39. Sigenhard (1377–1378)

Administrator: Albertus oder Stephan, Propst von Neustift (1378–1380)
1. Leonhard I. (1380–1415)
2. Friedrich Preyerl (1415–1416)
3. Eberhard II. (1416–1448), erhielt 1430 die Pontifikalien
4. Johannes Geisenfelder (1448–1481)
5. Leonhard II. Nagel (1481–1484)
6. Christoph I. Schleicher (1484–1494; † 1507)
7. Wolfgang von Weichs (1494–1495)[3]
8. Anton von Wintersberg (1495–1508)
9. Benedict I. (1508–1520)
10. Thomas Karrer (1520–1553)
11. Christoph II. Karner (1553–1563)
12. Kaspar Fras (1563–1576)
13. Paulus Sedlmayr (1576–1579)
14. Benedict II. Kiener (1579–1600)
15. Sixtus Feichtmayr (1600–1618)
16. Christoph III. Eiszepf (1618)
17. Georg Tanner (1618–1645)
18. Roman Prunner (1645–1649)
19. Gregor Marschall (1649–1674)
20. Benedikt III. Rudolph (1674–1705)
21. Ildefons Huber (1705–1749)
22. Michael Renz (1749–1761)
23. Innozenz Völkl (1761–1769)
24. Gerhard II. Bartl (1769–1803; † 1811)